# Støkiometri
Støkiometri eller mængdeberegning er beregningen af kvantitative sammenhænge mellem reaktanter og produkter i kemiske reaktioner. Størrelser benyttet i støkiometri indbefatter stofmængde, molarmasse, masse, densitet, koncentration og volumen.
Reaktanter siges at optræde i ækvivalente mængder med hensyn til en reaktion, hvis forholdet mellem deres stofmængder er lig med forholdet mellem deres respektive koefficienter. Betragt f.eks. forbrændingen af methan:
{\displaystyle {\ce {CH4 + 2O2 -> CO2 + 2H2O}}}
Her angiver koefficienterne, at reaktionen omsætter ilt i dobbelt så store mængder som methan, dvs. de to stoffer er ækvivalente hvis ilts mængde er dobbelt så stor som methans. Yderligere angives det, at mængden af methan forbrugt vil være lig med mængden af kuldioxid dannet, og halv så stor som mængden af det dannede vand. Ved kendskab til molarmasse kan mængderne relateres til masse ved M = m/n, og for idealgassers tilfælde til volumen ved idealgasloven, hvis tryk og temperatur er kendt.
| Kemi | Spire Denne artikel om kemi er en spire som bør udbygges. Du er velkommen til at hjælpe Wikipedia ved at udvide den. |